# مقاطعة كوال (أوكلاهوما)
مقاطعة كوال (بالإنجليزية: Coal County)‏ هي إحدى مقاطعات ولاية أوكلاهوما في الولايات المتحدة الأمريكية.

## أعلام
- جورج ريد